# Valentín Vada
Valentín Vada (San Jorge, Provincia de Santa Fe, Argentina, 6 de marzo de 1996) es un futbolista argentino. Juega de centrocampista y forma parte del F. C. Rubin Kazán de la Liga Premier de Rusia.

## Trayectoria
Surgió en el Centro de Perfeccionamiento de Talentos, la Escuela Proyecto Crecer, institución de San Francisco (Córdoba) y filial del equipo francés en Argentina.

### Girondins de Burdeos
Debutó como profesional el 10 de diciembre de 2015, en la fase de grupos de la UEFA Europa League 2015/16, Valentín ingresó de titular y empataron 2 a 2, frente al Rubin Kazán.
El 13 de diciembre debutó en la Ligue 1, ingresó en el minuto 79 por Nicolas Maurice-Belay en el partido que empataron 1 a 1 frente al Angers SCO.

### España
El 23 de agosto de 2019 se hizo oficial su traspaso a la U. D. Almería por cinco temporadas. Tras un año en el conjunto almeriense, el 4 de octubre de 2020 fue cedido al C. D. Tenerife hasta junio de 2021. Dicha cesión incluía una opción de compra.
El 31 de agosto de 2021 firmó por el Real Zaragoza. En los dos años que estuvo jugó 67 partidos en los que anotó once goles.

### Rusia
El 14 de septiembre de 2023 fichó por el F. C. Rubin Kazán con un contrato de dos años.

## Estadísticas

### Clubes
Actualizado hasta su último partido disputado el 24 de mayo de 2025.
| Club                               | Div.          | Temporada     | Liga  | Liga  | Liga   | Copas nacionales | Copas nacionales | Copas nacionales | Copas internacionales | Copas internacionales | Copas internacionales | Total | Total | Total  |
| Club                               | Div.          | Temporada     | Part. | Goles | Asist. | Part.            | Goles            | Asist.           | Part.                 | Goles                 | Asist.                | Part. | Goles | Asist. |
| ---------------------------------- | ------------- | ------------- | ----- | ----- | ------ | ---------------- | ---------------- | ---------------- | --------------------- | --------------------- | --------------------- | ----- | ----- | ------ |
| F. C. Girondins de Burdeos Francia | 1.ª           | 2015-16       | 16    | 0     | 2      | 5                | 0                | 1                | 1                     | 0                     | 1                     | 22    | 0     | 4      |
| F. C. Girondins de Burdeos Francia | 1.ª           | 2016-17       | 28    | 6     | 2      | 6                | 0                | 1                | —                     | —                     | —                     | 34    | 6     | 3      |
| F. C. Girondins de Burdeos Francia | 1.ª           | 2017-18       | 21    | 2     | 1      | 1                | 0                | 0                | 1                     | 0                     | 0                     | 23    | 2     | 1      |
| F. C. Girondins de Burdeos Francia | 1.ª           | 2018-19       | 2     | 0     | 0      | 2                | 0                | 0                | 3                     | 0                     | 0                     | 9     | 0     | 0      |
| F. C. Girondins de Burdeos Francia | Total club    | Total club    | 67    | 8     | 5      | 14               | 0                | 2                | 5                     | 0                     | 1                     | 86    | 8     | 8      |
| A. S. Saint-Étienne Francia        | 1.ª           | 2018-19       | 12    | 1     | 1      | —                | —                | —                | —                     | —                     | —                     | 12    | 1     | 1      |
| A. S. Saint-Étienne Francia        | Total club    | Total club    | 12    | 1     | 1      | 0                | 0                | 0                | 0                     | 0                     | 0                     | 12    | 1     | 1      |
| U. D. Almería · España             | 2.ª           | 2019-20       | 34    | 2     | 3      | —                | —                | —                | —                     | —                     | —                     | 34    | 2     | 3      |
| U. D. Almería · España             | Total club    | Total club    | 34    | 2     | 3      | 0                | 0                | 0                | 0                     | 0                     | 0                     | 34    | 2     | 3      |
| C. D. Tenerife · España            | 2.ª           | 2020-21       | 32    | 2     | 1      | 3                | 1                | 0                | —                     | —                     | —                     | 35    | 3     | 1      |
| C. D. Tenerife · España            | Total club    | Total club    | 32    | 2     | 1      | 3                | 1                | 0                | 0                     | 0                     | 0                     | 35    | 3     | 1      |
| Real Zaragoza · España             | 2.ª           | 2021-22       | 29    | 7     | 1      | —                | —                | —                | —                     | —                     | —                     | 29    | 7     | 1      |
| Real Zaragoza · España             | 2.ª           | 2022-23       | 37    | 4     | 3      | 1                | 0                | 0                | —                     | —                     | —                     | 38    | 4     | 3      |
| Real Zaragoza · España             | Total club    | Total club    | 66    | 11    | 4      | 1                | 0                | 0                | 0                     | 0                     | 0                     | 67    | 11    | 4      |
| F. C. Rubin Kazán · Rusia          | 1.ª           | 2023-24       | 21    | 4     | 4      | 1                | 0                | 0                | —                     | —                     | —                     | 22    | 4     | 4      |
| F. C. Rubin Kazán · Rusia          | 1.ª           | 2024-25       | 24    | 2     | 3      | 6                | 0                | 0                | —                     | —                     | —                     | 30    | 2     | 3      |
| F. C. Rubin Kazán · Rusia          | Total club    | Total club    | 45    | 6     | 7      | 7                | 0                | 0                | 0                     | 0                     | 0                     | 52    | 6     | 7      |
| Total carrera                      | Total carrera | Total carrera | 256   | 30    | 21     | 25               | 1                | 2                | 5                     | 0                     | 1                     | 286   | 31    | 24     |
| 1. 2.                              |               |               |       |       |        |                  |                  |                  |                       |                       |                       |       |       |        |